# Anna Vivanti-Lindau
Anna Vivanti, geb. Anna Lindau (* 1828 in Magdeburg; † 31. Januar 1880 in Mailand) war eine deutsche Salonnière, Schriftstellerin und Übersetzerin.

## Leben und Werk
Lindau war die Tochter des Arztes und späteren Justizkommissars Karl Ferdinand Leopold Lindau (1797–1868) und dessen Ehefrau Henriette Bernadine, geb. Müller. Sie hatte die beiden Brüder Paul und Rudolf, die beide ebenfalls als Schriftsteller in Erscheinung traten.
Bei einem Aufenthalt in der Schweiz lernte sie den italienischen Kaufmann Anselmo Vivanti (1827–1890) kennen, der zu diesem Zeitpunkt bereits drei Kinder mit einer anderen Frau hatte. Lindau und Vivanti heirateten um 1853. Das Paar hatte die gemeinsamen Kinder Italo (1855), Anselmo Luis (1856), Eva (1861) und Anna Emilia (1868–1942), die ebenfalls als Schriftstellerin bekannt wurde.
Mit ihrem Ehemann war Lindau 1855 nach London gezogen, wo sie einen literarischen Salon führte, in dem u. a. deutsche Exilanten verkehrten, darunter Ferdinand Freiligrath und Karl Marx, mit dem sie eine enge Freundschaft verband. Sie korrespondierte darüber hinaus mit den Töchtern von Marx sowie den Schriftstellern Klaus Groth und Karl Schönhardt. Marx widmete ihr eine Ausgabe seines Werkes Misère de la philosophie. Réponse à la Philosophie de la misère de M. Proudhon mit den Worten: „Madame Vivanti Hommage de l'auteur. Londres, 2 Marx 1872“ und schenkte ihr außerdem Der Achtzehnte Brumaire des Louis Bonaparte. Zweite Ausgabe. Hamburg, Otto Meißner, 1869. Am 21. März 1872 bedankte sie sich bei Marx. Am 11. Oktober 1870 übersandte sie einen Fragebogen an Jenny Caroline Marx.
Im Mai 1873 übersiedelte sie nach Mailand.
Vivanti-Lindau arbeitete auch in der von ihrem Bruder Paul gegründeten und anfänglich herausgegebenen Literaturzeitschrift Die Gegenwart mit, so zum Beispiel bezüglich Heinrich Heines 1823 veröffentlichter Tragödie William Ratcliff. Darüber hinaus sind Kinderbücher und Reisebeschreibungen von ihr bekannt. Sie war zudem als Übersetzerin aus dem Englischen tätig. So hat sie u. a. 1876 ihre Übersetzung von Geoffrey Chaucers Gedicht Ein Apriltag veröffentlicht. 1878 folgte ebenfalls in der Zeitschrift Der Salon für Literatur, Kunst und Gesellschaft ihre Übersetzung von Edgar Allan Poes Gedicht Der Rabe.

## Werke (Auswahl)

Erste Seite von Anna Vivanti-Lindaus Übersetzung aus dem Jahre 1878 von Edgar Allan Poes Der Rabe.

- A Journey to Crete, Constantinople, Naples and Florence. Three Months Abroad. London 1865 (Digitalisat).
- Der Herr seiner Leidenschaft. (Novelle) In: Der Salon für Literatur, Kunst und Gesellschaft. A. H. Payne, Leipzig 1878, Band 1, S. 513–530.
- Der Rabe. (Gedicht von Edgar Allan Poe: Der Rabe) In: Der Salon für Literatur, Kunst und Gesellschaft. A. H. Payne, Leipzig 1878, Band 1, S. 355–357.
- Neue Märchen. Schlesische Verlags-Anstalt v. S. Schottländer, Breslau 1887.